# Asthenes ayacuchensis
Az Asthenes ayacuchensis a madarak (Aves) osztályának verébalakúak (Passeriformes) rendjébe és a fazekasmadár-félék (Furnariidae) családjába tartozó faj.

## Rendszerezése
A fajt Charles Vaurie, John S. Weske és John Terborgh írták le 1972-ben, a Schizoeaca nembe Schizoeaca fuliginosa ayacuchensis néven. Egyes szervezetek jelenleg is ide sorolják.

## Előfordulása
Dél-Amerikában, az Andok keleti oldalán, Peru területén honos. Természetes élőhelyei a szubtrópusi és trópusi hegyi esőerdők, gyepek és cserjések. Állandó, nem vonuló faj.

## Természetvédelmi helyzete
Az elterjedési területe kicsi, egyedszáma viszont stabil. A Természetvédelmi Világszövetség Vörös listáján nem fenyegetett fajként szerepel.